# Radio Days
Pour plus de détails, voir Fiche technique et Distribution.
Radio Days est un film américain de Woody Allen sorti en 1987.

## Synopsis
Dans les années 1930 et 1940, la radio est au centre de nombreux foyers, comme elle l'est chez les White. Comme beaucoup de jeunes femmes de son temps, Sally White, petite marchande de cigarettes, rêve de connaître la gloire radiophonique. Le jeune Joe tient la chronique de ses jeunes années, entre les souvenirs d'école, les premières amours, les déceptions sentimentales de sa tante Béa, l'arrivée de sa petite sœur, et la découverte du métier de son père. Les émissions de radio ponctuent la vie familiale des White, oscillant entre un reportage de guerre, le compte-rendu poignant d'un lugubre sauvetage d'enfant, des petits déjeuners très glamour, des soirées huppées…

## Fiche technique
- Titre original : Radio Days
- Réalisation : Woody Allen
- Scénario : Woody Allen
- Production :
- Photographie : Carlo Di Palma
- Musique : anciennes émissions de radio
- Genre : nostalgique
- Durée : 88 minutes
- Date de sortie : 1987

## Distribution
- Woody Allen : Joe, le narrateur, en voix off
- Mia Farrow (VF : Élisabeth Wiener) : Sally White
- Seth Green : (VF : Damien Boisseau)  Joe, jeune
- Dianne Wiest (VF : Jeanine Forney) : Tante Bea
- Julie Kavner : La mère de Joe
- Josh Mostel (VF : Roger Lumont) : l'oncle Abe
- Michael Tucker : Le père de Joe
- Jeff Daniels (VF : Patrick Poivey) : Biff Baxter
- Wallace Shawn : Le vengeur masqué
- Hy Anzell (VF : André Valmy) : M. Waldbaum
- Judith Malina (VF : Jane Val) : Mme Waldbaum
- Kenneth Mars : Le Rabbin Baumel
- Andrew Clark : Sidney Manulis
- Danny Aiello (VF : Alain Dorval) : Rocco le tueur
- Gina DeAngelis  (VF : Lita Recio) : La mère de Rocco
- Robert Joy : Fred
- David Cale (VF : Philippe Dumat) : Le réalisateur du spot publicitaire pour le laxatif "Relax"
- Edward S. Kotkin : Le professeur de diction
- Richard Portnow (VF : Claude Giraud) : Sy
- Tony Roberts (VF : Sady Rebbot) : Le présentateur du jeu "Silver Dollar"
- Diane Keaton : Monica Charles, la chanteuse du nouvel an
- Fred Melamed : Bradley
- Rebecca Schaeffer : La fille du voisin communiste
- Larry David : Le voisin communiste
- Denise Dumont : La chanteuse latino
- Todd Field : Un crooner
- Renée Lippin (VF : Élisabeth Wiener) : la tante Ceil

## Bande originale
- In the Mood par Glenn Miller
- I Double Dare You par Larry Clinton
- Opus No. 1 par Tommy Dorsey
- Frenesi par Artie Shaw
- The Donkey Serenade par Allan Jones
- Body and Soul par Benny Goodman
- You and I par Tommy Dorsey
- Remember Pearl Harbor par Sammy Kaye
- That Old Feeling par Guy Lombardo
- (There'll Be Bluebirds Over) The White Cliffs of Dover par Glenn Miller
- Goodbye par Benny Goodman
- I'm Gettin' Sentimental Over You par Tommy Dorsey
- Lullaby of Broadway par Richard Himber
- American Patrol par Glenn Miller
- Take the "A" Train par Duke Ellington
- One, Two, Three, Kick par Xavier Cugat

## Autour du film
Le film a été projeté hors compétition au Festival de Cannes en 1987. 
Bien que deux fois cité (meilleur scénario, meilleure réalisation), le film ne remporte aucun Oscar du cinéma américain en 1987. En revanche, aux Récompenses de l'académie britannique du film (BAFA), il est lauréat du prix du Meilleur design de production et de la Meilleure conception de costumes.
La petite fille, Polly Phelps, tombée dans le puits, près de Stroudsburg, en Pennsylvanie, s'inspire de la véritable histoire de Kathy Fiscus, tombée et morte dans un puits à San Marino (Californie), en 1949. Néanmoins, Woody Allen déclare qu'il lui arrivait bien d'être pourchassé dans la maison, mais cela n'avait rien à voir avec la chute de cette petite fille dans le puits. Qu'il se basait sur des informations dans sa vie, mais que ce n'était pas une autobiographie, que c'était beaucoup plus exagéré pour améliorer l'histoire. 
Une séquence évoque l'épisode de La guerre des mondes mis en scène par Orson Welles quand celui-ci fait croire aux auditeurs que les Martiens envahissent et détruisent les États-Unis. Woody Allen n'utilise pas l'émission originale, il la rejoue selon ses souvenirs.